# Samu Pál
Samu Pál (Vajdaszentivány, 1935. június 28. –) erdélyi magyar biológiai és földrajzi szakíró.

## Életútja, munkássága
1954-ben végezte a tanítóképzőt Szászrégenben. Utána Vadasdon és Toldalagon volt tanító, 1959-től a gernyeszegi kultúrház igazgatója, 1962–68 között Szászrégenben a rajoni kultúrbizottság szakfelügyelője. Közben a Babeș–Bolyai Tudományegyetemen biológia–földrajz szakos tanári oklevelet szerzett s 1968-tól Szászrégen különböző iskoláiban tanított.
Helyi és megyei lapokban közölt természetvédelmi írásokat, szervezője és vezetője volt a Jóbarát Pro Natura mozgalmának, társszerzője a Flora sărăturilor din zona Ideciului című munkának (in: Studii şi comunicări, Szászrégen, 1982).